# Degeneració macular associada a l'edat
La degeneració macular associada a l'edat (DMAE) és una malaltia degenerativa de la zona central de la retina (fons de l'ull). Està present en un percentatge molt elevat de població major de 70 anys i representa la primera causa de ceguesa legal a partir dels 50 anys.

## Símptomes
Els primers símptomes que notarà una persona afectada de DMAE és veure distorsionades les línies rectes com el marc d'una porta, les línies d'una quadrícula, ... o tenir una petita taca al centre del camp visual. Al principi pot passar desapercebuda perquè acostuma a afectar primer a un ull i llavors no es detecta per la bona visió de l'altre. Una manera de controlar-ho és, cada setmana, tapar un ull i després l'altre per comprovar que la visió sigui bona i igual als dos ulls.

## Tipus
Hi ha dues formes de DMAE:

### Forma humida o exsudativa
És la que provoca una pèrdua ràpida de visió a causa d'hemorràgies i vessaments a dins de les capes de la zona central de la retina, a la màcula.
Aquestes hemorràgies, provocades per una neovascularització coroidal (on petits vasos que creixen anormalment des de la coroide) cap a la retina, acaben destruint l'estructura neuronal d'aquesta.

### Forma seca o atròfica
És més lenta i menys destructiva però de moment encara no s'ha trobat un tractament per aturar-la. Va afectant a petites zones de la retina central a través de processos de mort cel·lular que a poc a poc es van ajuntant fins a deixar un petit illot central de visió.
En qualsevol de les seves formes els antecedents familiars són un factor determinant en la predisposició a patir DMAE, però el tabaquisme i la falta de vitamines a l'alimentació poden afavorir l'aparició d'aquesta malaltia.

## Tractament
Últimament s'han obtingut uns resultats molt esperançadors amb el tractament de la DMAE humida mitjançant injeccions directes d'un fàrmac específic a la zona afectada de la retina, sempre que la malaltia s'agafi en els seus primers estadis. Per això és imprescindible la detecció precoç, recomanant-se un examen visual a l'any a partir dels 40 anys.